# Масданбержа
Масданбержа — село в Іспанії, у складі автономної спільноти Каталонія, провінція Таррагона.